# Pierre-Lambert Goossens
Pierre-Lambert Goossens (Perk, 18 luglio 1827 – Malines, 25 gennaio 1906) è stato un cardinale e arcivescovo cattolico belga.

## Biografia

### Infanzia e formazione
Pierre-Lambert Goossens nacque il 18 luglio 1827, a Perk, nei pressi di Vilvoorde, facente parte dell'arcidiocesi di Malines in Belgio. Era nato di una buona famiglia della borghesia. Dopo aver conseguito gli studi primari, continuò la sua istruzione studiando filosofia nel seminario minore di Malines, e teologia nel seminario maggiore.

### Ordinazione sacerdotale

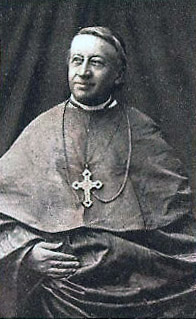
Il cardinale Goossens in una foto d'epoca

Venne ordinato presbitero il 21 dicembre 1850 a Malines. Dal 1851 al 1855 fu professore presso il Breuel College, il seminario minore di Malines. Successivamente divenne vice parroco della cattedrale metropolitana di San Rombaldo, segretario dell'arcivescovo nell'aprile del 1856 e canonico onorario del capitolo della cattedrale nel 1860. Nel 1875 gli fu concesso il titolo onorario di ciambellano di Sua Santità. Divenne vicario generale di Malines il 17 aprile 1878, in ausilio ed assistenza al cardinale Victor-Auguste-Isidore Dechamps, e venne insignito del titolo di prelato domestico di Sua Santità il 20 agosto 1880.

### Vescovo ed arcivescovo
Venne eletto vescovo titolare di Abdera e nominato vescovo coadiutore con diritto di successione di Namur il 1º giugno 1883. Ricevette la consacrazione episcopale il 24 giugno 1883 nella chiesa di Notre-Dame de Hanswick, a Malines, da Jean-Joseph Faict, vescovo di Bruges, assistito da Victor Joseph Doutreloux, vescovo di Liegi, e da Victor Jean Joseph Marie Van den Branden de Reeth, vescovo titolare di Eritro ed ausiliare di Malines. Scelse come suo motto episcopale Omnia et in omnibus Christus. Venne trasferito alla diocesi di Namur il 16 luglio 1883, ma vi restò per breve tempo, visto che venne promosso alla sede metropolitana di Malines il 24 marzo 1884.

### Cardinale e morte
Venne creato cardinale nel concistoro del 24 maggio 1889, da Papa Leone XIII, che gli impose la berretta rossa e il titolo presbiterale di Santa Croce in Gerusalemme il 27 maggio 1889. Egli era in Belgio instancabile difensore della fede, e fondò ben 86 parrocchie e 840 scuole elementari cattoliche in cui fino a 120.000 bambini cui insegnare. Fondò anche 10 università e promulgò una campagna per le questioni sociali, soprattutto per prendersi cura dei poveri della società. Partecipò al conclave del 1903 che elesse Papa Pio X. Poco prima di morire, presenziò e collocò la prima pietra alla cerimonia di iniziazione della Basilica del Sacro Cuore a Bruxelles, una delle più grandi chiese del mondo.
Morì improvvisamente il 25 gennaio 1906, a Malines, all'età di 78 anni. La sua salma venne esposta nella cattedrale metropolitana di Malines, dove il funerale ebbe luogo, e sepolta nella cripta.

## Genealogia episcopale e successione apostolica
La genealogia episcopale è:
- Vescovo Johannes Wolfgang von Bodman
- Vescovo Marquard Rudolf von Rodt
- Vescovo Alessandro Sigismondo di Palatinato-Neuburg
- Vescovo Johann Jakob von Mayr
- Vescovo Giuseppe Ignazio Filippo d'Assia-Darmstadt
- Arcivescovo Clemente Venceslao di Sassonia
- Arcivescovo Massimiliano d'Asburgo-Lorena
- Vescovo Kaspar Max Droste zu Vischering
- Vescovo Joseph Louis Aloise von Hommer
- Vescovo Nicolas-Alexis Ondernard
- Vescovo Jean-Joseph Delplancq
- Cardinale Engelbert Sterckx
- Vescovo Jean-Joseph Faict
- Cardinale Pierre-Lambert Goossens

La successione apostolica è:
- Vescovo Édouard-Joseph Bélin (1884)
- Vescovo Henri-Charles-Camille Lambrecht (1886)
- Arcivescovo Louis Couppé, M.S.C. (1890)
- Vescovo Jean-Baptiste Decrolière (1892)
- Vescovo Joseph van der Stappen (1893)
- Vescovo Pierre de Brabandere (1894)
- Vescovo Joseph van Reeth, S.I. (1895)
- Vescovo Gustave Joseph Waffelaert (1895)
- Vescovo Victor Roelens, M.Afr. (1896)
- Vescovo Camille Van Ronslé, C.I.C.M. (1897)
- Vescovo Jerome-Josse Van Aertselaer, C.I.C.M. (1898)
- Vescovo Thomas Louis Heylen, O.Praem. (1899)
- Vescovo Martin-Hubert Rutten (1902)
- Vescovo Philip Schelfhaut, C.SS.R. (1902)
- Vescovo Fabien-Antoine Eestermans, O.F.M.Cap. (1905)